# 阿德莱德·安妮·普鲁克特
阿德莱德·安妮·普鲁克特（英語：Adelaide Anne Procter，1825年10月30日—1864年2月2日）是英格兰诗人、慈善家，十几岁便步入文坛，诗作登上查尔斯·狄更斯的期刊《家常话》与《一年四季》，还在女权刊物发表。慈善事业及皈依天主教显然对她的诗作影响很大，创作主题常见无家可归、贫困、失足女，往往都是她关注的慈善领域。普鲁克特是维多利亚女王最喜欢的诗人，考文垂·帕特莫尔称她是除丁尼生外当时最受欢迎的诗人。
普鲁克特终身未婚，忘我工作很可能危及她的身体健康，年仅38岁便因肺结核撒手人寰。现代评论家很少关注她的作品，但她对维多利亚时代妇女如何表达压抑情感的揭示至今仍有重要意义。

## 生平
阿德莱德·安妮·普鲁克特1825年10月30日生于伦敦布卢姆茨伯里贝德福德广场25号，父亲布莱恩·普罗克特也是诗人，母亲叫安妮，娘家姓斯凯珀。普罗克特一家文学渊源深厚，小说家伊丽莎白·盖斯凯尔很喜欢前往拜访，布莱恩的好友包括诗人利·亨特、散文家查爾斯·蘭姆、小说家查尔斯·狄更斯，还与诗人威廉·华兹华斯、批评家威廉·赫茲利特相熟。家族友人贝西·雷纳·帕克斯1895年写道：屋里进出的每个人似乎都有某种文学背景。肯布尔氏、麦克雷迪氏、罗塞蒂氏、狄更斯氏、萨克雷氏……他们看起来不像做客，而是本就属于这里。据作家兼演员芬尼·肯布尔回忆，小普鲁克特“一看就像诗人的孩子……对于这么小的孩子来说，她的头脑太深思熟虑，表情太显忧伤”。
狄更斯高度评价普鲁克特敏捷的才思，称任何主题只要关注，她都能毫不费力地掌握：
她很小就对许多欧几里得难题学以致用，随着年龄增长又掌握法语、意大利语、德语……钢琴……绘画。不过，每当完全克服任何学科的一切困难，她马上就会失去兴趣转向另一科。
普鲁克特醉心阅读，很大程度上自学成材，仅1850年在伦敦哈里街女王学院学习。该校1848年由信奉基督教社會主義的弗雷德里克·丹尼森·莫里斯创办，教员包括小说家查尔斯·金斯莱、作曲家约翰·派克·胡拉、作家亨利·莫利。
普鲁克特很小就热爱诗歌，儿时随身带着“小本本……里面是她最喜欢的诗段，她还不会写字，是妈妈帮她抄下来……就像别的小女孩带着洋娃娃一样”。1843年，不到20岁的普鲁克特在《希思美丽之书》发表诗作《救死扶伤的天使》。1853年她以化名玛丽·伯威克向狄更斯的《家常话》投稿，希望了解作品实际水平，不受狄更斯与父辈关系的影响。诗作发表后普鲁克特开始长期与狄更斯主编的期刊合作，后者直到一年后才知道伯威克氏原来是老友千金。普鲁克特共在《家常话》发表73首诗，《一年四季》七首，其中绝大多数收入她前两卷诗集《传奇与歌词》（两卷同名）。她还在《善言》与《康希尔》发表诗歌。除写诗外，普鲁克特还是《维多利亚王莲》的编辑，杂志成为维多利亚出版社的展示品，“明确投身女权出版事业”。
普鲁克特1851年皈依天主教，此后便非常积极地投身各种慈善与女权事业。她加入旨在改善妇女生活条件的朗汉姆女士组织，与主张女权的贝西·雷纳·帕克斯、芭芭拉·利·史密斯结为好友。1858和1859年，普鲁克特分别协助创办《英格兰妇女杂志》和促进妇女就业协会，两者都侧重提升妇女经济和就业机遇。表面上普鲁克特只是有志一同的一员，但同仁杰西·布切雷特认为她堪称协会的活力与灵魂。1860年，天主教妇女儿童夜间避难所在倫敦東區成立，普鲁克特次年出版第三卷诗集《诗篇》，收入捐给避难所。
根据普鲁克特友人威廉·梅克比斯·薩克萊1858年写给女儿的信，普鲁克特同年订婚，但未婚夫的身份至今不明，婚事始终没有成行。为普鲁克特立传的德国传记作家费迪南德·扬库称，婚约持续数年后由男方提出解除。批评家吉尔·格雷戈里声称普鲁克特可能是同性恋，与促进妇女就业协会同僚马蒂尔达·海斯相恋，另有批评家声称普鲁克特与海斯的关系“情感非常强烈”。普鲁克特首卷诗集《传奇与歌词》（1858年）申明献给海斯，同年写有诗作《致M.M.H》（M.M.H.是玛蒂尔达·玛丽·海斯的姓名首字母缩写），后更名《回首》收入第二卷《传奇与歌词》出版。普鲁克特在诗中“向小说家兼乔治·桑的翻译，争议人物……海斯表达爱意……”，据称海斯喜欢身着男装，19世纪50年代初曾与女雕塑家哈丽特·霍斯默在罗马生活。对普鲁克特有意的男士众多，但她终身未嫁。
1862年普鲁克特病倒，狄更斯等人认为这是因为她投身慈善事业过于忘我，“精力消耗过度”。她在莫尔文接受水療，但于事无补。1864年2月3日，卧病在床近一年的普鲁克特死于结核病，享年38岁。传媒称她的死是“举国之殇”，普鲁克特的遗体葬在肯萨绿地公墓。

## 文学生涯
普鲁克特的诗受宗教信仰和慈善事业影响显著，流离失所、贫困、失足女都是常见主题。她为诗集所写前言凸显贫苦人民悲惨的生活条件，许多诗作也是如此，如《流离失所穷苦人》：

此时此刻那条街

寒风刺骨雹肆虐

母亲蹲身在门口

脚边孩子群发抖
心中言语向谁诉

酣睡只缘一墙故

绝情大都无处去

彻夜徘徊到黎明

天主教信仰对普鲁克特选择描绘的景象和象征手法影响很大。她的作品经常涉及圣母玛利亚，“向世俗界和新教读者表明，维多利亚时代性别意识形态的权力结构可能不受天国认可”。
普鲁克特写有不少战争主题诗作，《家常话》发表的大部分战争诗歌都是她所作。她一般不直接描写战争，而是把战争“作为背景，需要（读者）推断而非直接陈述”。从立场角落来看，诗中往往认为战争“有望团结因阶级差异分裂的国家”。
据格雷戈里所述，普鲁克特与费莉西亚·赫曼斯、利蒂希亚·伊丽莎白·兰登等同代大部分女诗人不同，“不会过于纠缠棘手的诗歌难题”。她主要关注工人阶级，特别是女工人和“女人尚未充分表达的敌对情绪”。她的作品往往体现维多利亚时代感伤美学，弗朗西斯·奥格曼认为她的表现力度很不一般；普鲁克特传达情感时不求简化，以情感的力量……避免复杂化和微妙差异。她的遣辞造句比较简明，曾向朋友自认对他人误解与误读有可谓病态的恐惧，她的诗以“简洁、直接、表达清晰”闻名。

### 声誉
19世纪中期普鲁克特深受青睐，是维多利亚女王最喜欢的诗人，考文垂·帕特莫尔称除丁尼生外， 普鲁克特的作品比其他诗人更有市场。读者高度评价诗作朴素的表达，只是“思想上不够独到”，称赞作者“以真诚笔触倾吐充实心声”。普鲁克特对自家作品没什么奢望，友人贝西·雷纳·帕克斯认为普鲁克特对声名超越父亲颇感痛苦，一度表示“爸爸才是诗人，我只会写诗句”。
普鲁克特去世后人气不减，第一卷《传奇与歌词》到1881年已18次再版，同年第二卷《传奇与歌词》也已13次再版。许多诗篇写成赞美诗或配上音乐，如1877年阿瑟·萨利文作曲的《失落和弦》源自普鲁克特1858年同名诗作，是19世纪70到80年代英美两国商业上最成功的歌曲。她的作品在美国出版，还译成德语。但1938年时，普鲁克特的声誉已经大幅下滑，教科书谈到她的诗时甚至宣称“愚蠢、琐碎、不配叫诗”。切丽·拉森·霍克利、凯瑟琳·希科克、娜塔莉·乔伊·伍德尔指出，狄更斯曾把普鲁克特称为“模范中产阶级家庭天使”、“柔弱谦逊的圣人”，而非“积极的女权人士和坚强诗人”，这种评价肯定对传主作品的声誉不利。艾玛·梅森认为，狄更斯的看法导致现代人对普鲁克特失去兴趣，但也帮传主“摆脱外界对私生活无休止的猜度”，兰登等人就曾为此搞到晕头转向。
关注普鲁克特作品的现代评论家寥寥无几，而且往往只重视她看似表达、实则贬斥传统情绪的手法。伊索贝尔·阿姆斯特朗认为普鲁克特的诗与19世纪大部分女诗人类似，采用传统思路和表现手法，又不一定完全拥护这些思路或手法。弗朗西斯·奥戈曼以《普罗旺斯传奇》为例，证明普鲁克特等女诗人似乎都在作品里“确认性别政治结构的双重关系”。阿姆斯特朗之后的批评家也认为，普鲁克特的诗表面上看很淑女，内里不乏压抑情绪和欲望的迹象。基尔斯蒂·布莱尔表示，情感压抑令普鲁克特的叙事诗更显强而有力。格雷戈里声称传主经常突破传统表现手法探讨女子性行为。伊丽莎白·格雷批评学界偶尔探讨普鲁克特诗作时基本还是关注性别，传主是“维多利亚时代诗人的启蒙和代表人物，但她的创作范围和形式创新基本无人涉足”。

## 作品
- 《房中三夜》，狄更斯主编期刊《家常话》1858年圣诞合创系列短篇小说《转让的房子》收录，该文另外三位作者分别是狄更斯、威尔基·柯林斯、伊丽莎白·盖斯凯尔；
- 《传奇与歌词》，第一卷，1858年；
- 《传奇与歌词》，第二卷，1861年；
- 《诗篇》，1862年。

## 脚注
1. ↑  Janet M. Todd (编). . Continuum. 1989: 547.
2. 1 2 3 4 5 6 7  Gregory (2004).
3. 1 2  Gregory (1998), 5.
4. 1 2 3 4  O'Gorman (2004), 314.
5. ↑  Blair (2004), 128.
6. ↑  Hickok and Woodall (1998), 519.
7. ↑  Gregory (1999), 5.
8. 1 2 3 4  Dickens (1866), 3.
9. ↑  Gregory (1998), 13.
10. ↑  Dickens (1866), 2.
11. ↑  Dickens (1866), 1.
12. ↑  Chapman (2003), 31.
13. ↑  Gregory (1998), 8.
14. ↑  Gregory (1998), 27.
15. ↑  Gregory (1998), 3.
16. ↑  Gregory (1998), 21.
17. 1 2  Gregory (1998), 24.
18. 1 2  Gregory (1998), 25.
19. ↑  Hoeckley (2007), 123.
20. ↑  Dickens (1866), 9; Lennox (1911).
21. 1 2 3  Lennox (1911).
22. 1 2  Gregory (1998), 1.
23. ↑  Gray (1999), 682.
24. ↑  Gregory (1998), 12.
25. 1 2  Hoeckley (2007), 127.
26. ↑  Markovits (2005), 472.
27. 1 2  Markovits (2005), 473.
28. ↑  Gregory (1998), 56.
29. ↑  Gregory (1998), 57.
30. ↑  Mason (2006), 82, 86.
31. 1 2  Gregory (1998), 66.
32. 1 2 3  Gray (1999), 682.
33. ↑  Belloc (1895), 173.
34. ↑  Taylor (1868), 163.
35. ↑  Belloc (1895), 170.
36. ↑  Scott (2004).
37. ↑  Understanding Poetry, 1938, quoted in Psomiades (2000), 37.
38. ↑  Hoeckley (2007), 125.
39. 1 2  Hickok and Woodall (1998), 520.
40. ↑  Mason (2006), 81.
41. ↑  Armstrong (1996), 251, 265.
42. ↑  O'Gorman (2004), 320.
43. ↑  Hoeckley (2007), 130; Mason (2006), 88.
44. ↑  Blair (2004), 135.
45. ↑  Gregory (1996), 89.